# 親衛隊少佐

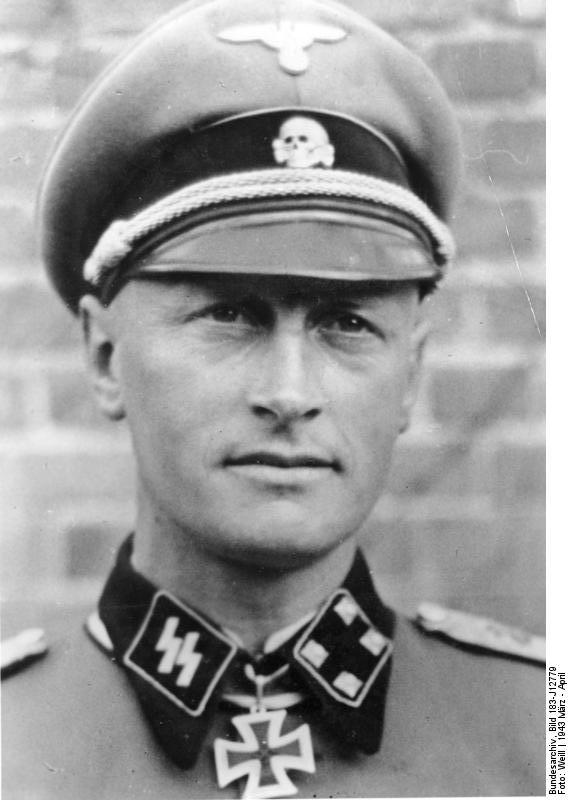
武装親衛隊の親衛隊少佐マックス・ハンゼン

親衛隊少佐（しんえいたいしょうさ）は国民社会主義ドイツ労働者党（ナチス党）の親衛隊（SS）の階級「SS-Sturmbannführer」の訳語の一つである。
「Sturmbannführer」（シュトゥルムバンフューラー、直訳すると突撃大隊長）は親衛隊（SS）に限らず、突撃隊（SA）、国家社会主義航空軍団（NSFK）といったナチス党組織に存在した階級である。ドイツ陸軍の少佐（Major）に相当する階級であるため、「（SS,SA,NSFK）少佐」と訳されることが多い。
米英では訳さず原文を用いるが、敢えて訳す場合には陸軍の階級呼称を利用して SS （もしくはSA,NSFK）Major と訳される。またドイツでも最近の研究書では陸軍の階級呼称を併記している。
一方国家社会主義自動車軍団（NSKK）においては、Sturmbannführerが存在せず、代わりにStaffelführer（スタッフェルフューラー）という階級を用いている。

## 親衛隊（SS）
親衛隊少佐（SS-Sturmbannführer）は一般親衛隊と武装親衛隊に存在した階級である。親衛隊大尉（SS-Hauptsturmführer）の上位、親衛隊中佐（SS-Obersturmbannführer）の下位に位置する。
警察業務にあたる親衛隊少佐は警察少佐（Major der Polizei）の階級も併せて所持していることが多い。

### 階級章

襟章

襟章

襟章

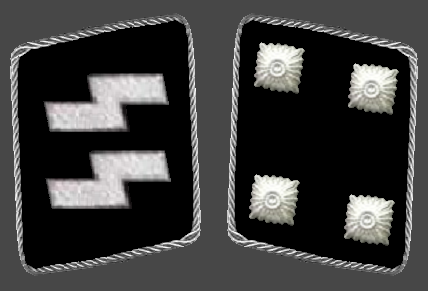
襟章
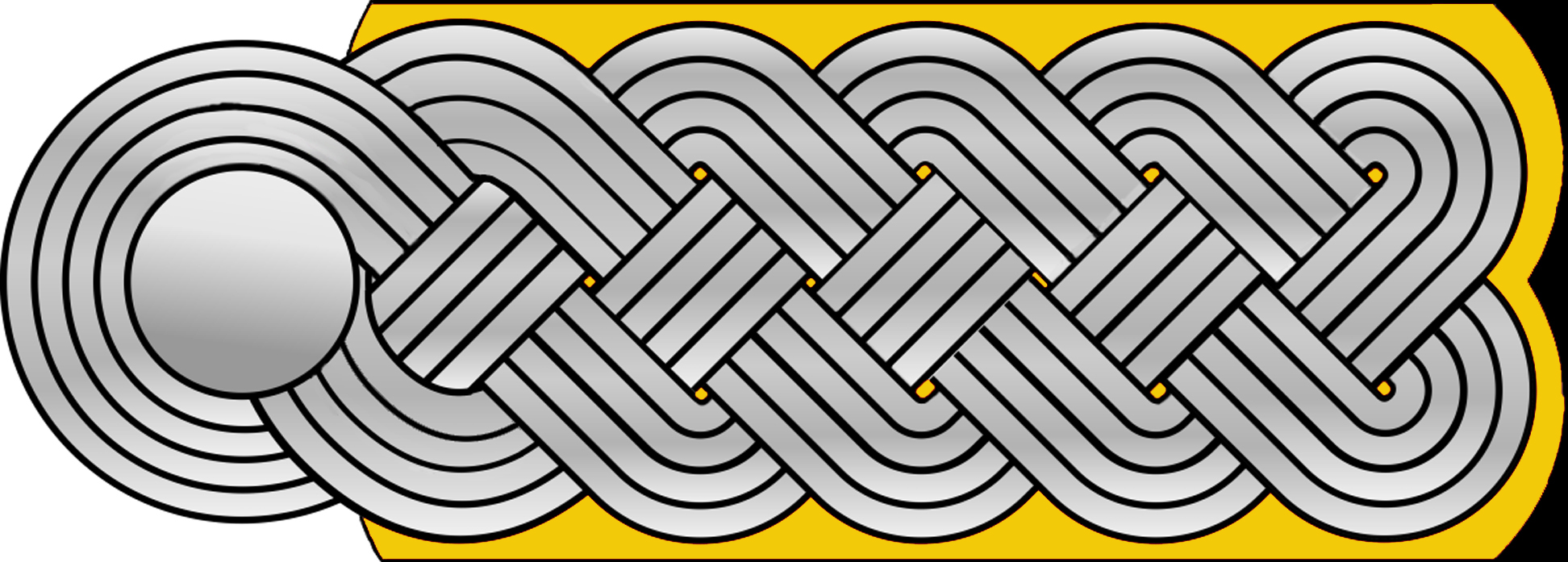
肩章
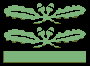
迷彩服の階級章

### 主なSS少佐
- クリスティアン・ヴィルト … ポーランド・ルブリン地区におかれた三大絶滅収容所の総監
- カール・ハインツ・カイテル … ヴィルヘルム・カイテル元帥の息子。第37SS義勇騎兵師団の師団長
- オットー・ギュンシェ … ヒトラーの個人副官
- ベルンハルト・クリューガー（de:Bernhard Krüger） …　贋札製造を行う「ベルンハルト作戦」の指揮官。
- エーリヒ・ケンプカ … ヒトラーの専用運転手
- アルフレート・ナウヨックス … SD将校。グライヴィッツ事件の実行者
- ヘルベルト・ハーゲン … SD将校。ユダヤ人問題担当部の責任者だった人物。
- ヴェルナー・フォン・ブラウン … ロケット技術者
- ヨハン・フォン・レールス（de:Johann von Leers） …武装SS少佐。博士。反ユダヤ主義プロパガンダの理論家。戦後はエジプトに移住。イスラームに改宗してオマル・アミーンと改名し、同国情報省の政治顧問となる。

## 突撃隊（SA）
突撃隊少佐（SA-Sturmbannführer）は突撃隊（SA）に存在した階級である。突撃隊大尉（SA-Sturmhauptführer）の上位、突撃隊中佐（SA-Obersturmbannführer）の下位に位置する階級である。

### 階級章
- 襟章

### 主なSA少佐
- オズヴァルト・ポール（親衛隊経済管理本部の長官。親衛隊大将。突撃隊時代の階級）

## 国家社会主義自動車軍団（NSKK）
国家社会主義自動車軍団少佐（NSKK-Staffelführer）は国家社会主義自動車軍団（NSKK）に存在した階級である。国家社会主義自動車軍団大尉（NSKK-Hauptsturmführer）の上位、国家社会主義自動車軍団中佐（NSKK-Oberstaffelführer）の下位に位置する階級である。

### 階級章
- 襟章

## 国家社会主義航空軍団（NSFK）
国家社会主義航空軍団少佐（NSFK-Sturmbannführer）は国家社会主義航空軍団（NSFK）に存在した階級である。国家社会主義航空軍団大尉（NSFK-Hauptsturmführer）の上位、国家社会主義航空軍団中佐（NSFK-Obersturmbannführer）の下位に位置する階級である。

### 階級章
- 襟章